# Unión de Federaciones de Fútbol de África Central
La Unión de Federaciones de Fútbol de África Central (UNIFFAC) es una asociación de fútbol que engloba a los países de África Central dentro de la Confederación Africana de Fútbol. 
El presidente de la asociación es el camerunés Iya Mohammed, reelegido en 2008.

## Miembros actuales
| Selección nacional              | Federación                                                 |
| ------------------------------- | ---------------------------------------------------------- |
| Camerún                         | Federación Camerunesa de Fútbol                            |
| República Centroafricana        | Federación Centroafricana de Fútbol                        |
| Chad                            | Federación Chadiana de Fútbol                              |
| República del Congo             | Federación Congoleña de Fútbol                             |
| República Democrática del Congo | Federación de Fútbol de la República Democrática del Congo |
| Guinea Ecuatorial               | Federación Ecuatoguineana de Fútbol                        |
| Gabón                           | Federación Gabonesa de Fútbol                              |
| Santo Tomé y Príncipe           | Federación Santotomense de Fútbol                          |

## Clasificación Mundial de la FIFA
La más reciente Clasificación mundial de la FIFA del 21 de octubre de 2021 muestra a los equipos de la UNAF:

| Puesto Ranking FIFA | País                            | Puntos | Cambio |
| ------------------- | ------------------------------- | ------ | ------ |
| 54.º                | Camerún                         | 1418   | 4      |
| 67.º                | República Democrática del Congo | 1357   | 0      |
| 88.º                | Gabón                           | 1260   | 0      |
| 97.º                | Congo                           | 1228   | 5      |
| 115.º               | República Centroafricana        | 1150   | 9      |
| 126.º               | Guinea Ecuatorial               | 1135   | 5      |
| 180.º               | Chad                            | 935    | 1      |
| 191.º               | Santo Tomé y Príncipe           | 903    | 0      |

## Competiciones
- Copa de Clubes de la UNIFFAC
- Copa CEMAC
- Copa UNIFFAC
- Copa UDEAC
- Copa Omar Bongo